# Mathias Dewatripont
Mathias Dewatripont (27 de diciembre de 1959) es un profesor de economía de la Universidad Libre de Bruselas (ULB). Es un destacado investigador en Economía Industrial, habiendo publicado con Philippe Aghion, Eric Maskin, Patrick Rey, y Jean Tirole, entre otros.

## Biografía
Se licenció en la Universidad Libre de Bruselas en 1981. Posteriormente realizó el Doctorado en la Universidad de Harvard en 1986. Actualmente es profesor en la ULB dónde imparte clases de Microeconomía y Teoría de los contratos. Desde 1998 es Profesor Visitante en el MIT y Director de Investigación del CEPR. 
Fue Director Ejecutivo de la revista "Review of Economic Studies" (1990-1994), y uno de los tres organizadores del "World Congress of the Econometric Society", Seattle en el año 2000.
En el 2005, fue Presidente de la "European Economic Association".
Además, es uno de los 22 miembros fundadores del Conseil scientifique del European Research Council (ERC).
En la actualidad es miembro del Grupo de Asesores Económicos de la Dirección General de competencia de la Comisión Europea y del Grupo de Análisis Económico del Presidente J.M. Barroso.
Desde mayo de 2011, es director del Banco Nacional de Bélgica.

## Premios
- 1998, Premio Francqui, concedido por haber contribuido a aumentar el prestigio de Bélgica.
- 2003, Medalla Janhsson.[3]

## Obra
- La réglementation prudentielle des banques, coautor: Jean Tirole, Payot, Lausanne, 1993

- (en inglés) The Prudential Regulation of Banks (con Jean Tirole, versión en inglés aumentada de La réglementation prudentielle des banques), MIT Press, Cambridge, 1994, también traducido al japonés (1996), italiano (1998), y chino (2002).

- (en inglés) Flexible Integration: Towards a More Effective and Democratic Europe, coautores: F. Giavazzi, J. von Hagen, I. Harden, T. Persson, G. Roland, H. Rosenthal, A. Sapir and G. Tabellini, CEPR, Londres, 1995 (traducido al italiano en 1996).

- (en inglés) Contract Theory, coautor: Patrick Bolton, MIT Press, Cambridge, 2005.

- (en inglés) Study on the Economic and Technical Evolution of the Scientific Publication Markets in Europe, coautores: V. Ginsburgh, P. Legros, A. Walckiers, J.-P. Devroey, M. Dujardin, F. Vandooren, P. Dubois, J. Foncel, M. Ivaldi, y M.-D. Heusse, Commission Européenne, Bruxelles, 2006.

- (en inglés) Macroeconomic Stability and Financial Regulation: Key Issues for the G20, coautores: X. Freixas & R. Portes, VoxEU & CEPR libro electrónico, 2009.

- (en inglés) Bailing out the Banks: Reconciling Stability and Competition: An analysis of state-supported schemes for financial institutions, coautores: T. Beck, D. Coyle, X. Freixas & P. Seabright, CEPR, London, 2010.

- (en inglés) Balancing the Banks: Global Lessons from the Financial Crisis, coautores: J.-C. Rochet & J. Tirole, Princeton University Press, 2010.